# Вестфалия
Вестфалия (на немски: Westfalen) е историческа област в северозападна Германия. В настоящо време образува източната част на Северен Рейн-Вестфалия и включва окръзите Арнсберг, Детмолд и Мюнстер.

## История
Първоначално Вестфалия е в състава на херцогство Саксония. След разгрома на Саксония от Фридрих Барбароса на територията на южната част на страната се създава през 1180 г. херцогство Вестфалия. През 1803 г. херцогство Вестфалия било присъединено към Хесен.
След нашествието на френските войски през началото на 19 век за кратко време е учредено кралство Вестфалия. След разгрома на Наполеон Вестфалия влиза през 1815 г. в състава на Прусия като провинция Вестфалия и съществува така до 1946, когато на нейното място е учредена федералната провинция Северен Рейн-Вестфалия.

## Гербове
- Вестфалският кон
- Пруска Вестфалия
- Северен Рейн-Вестфалия
- Западна Вестфалия
- Долна Саксония